# Stefan Fellner
Stefan Fellner (* 18. Mai 1986 in Ravensburg, Baden-Württemberg) ist ein ehemaliger deutscher Eishockeyspieler.

## Karriere
Mit drei Jahren stand Fellner erstmals auf dem Eis. Mit dem Eishockey spielen begann er mit fünf Jahren und arbeitete sich später beim EV Ravensburg immer weiter nach oben. Seit der Saison 2002/03 gehörte Stefan Fellner zum Kader der ersten Mannschaft des EV Ravensburg, wobei er in der Saison 2004/05 auch bei der 2. Mannschaft zu Einsätzen kam, und war von der Saison 2005/06 bis zur Saison 2006/07 mit einer Förderlizenz bei den Hamburg Freezers ausgestattet.
Im Juli 2008 trainierte er außerdem für kurze Zeit bei den Adlern Mannheim mit der DEL-Mannschaft. Viele sahen in ihm einen heranwachsenden Nationalspieler. Nachdem er seit der Saison 2004/05 immer wieder unter schwereren Verletzungen litt, aber immer wieder aufs Eis zurückkehrte, beendete er Anfang 2009 seine Karriere als Leistungssportler nach einer Verletzung an der linken Schulter.
Stefans Schwester Susanne spielte viele Jahre für die deutsche Eishockeynationalmannschaft der Frauen.